# Trường Đại học Tài chính – Quản trị kinh doanh
Trường Đại học Tài chính - Quản trị kinh doanh là một trường đại học chuyên ngành kinh tế lâu đời có tiền thân là trường Trung học Tài chính Kế toán I được thành lập từ năm 1965. Trường Đại học Tài chính - Quản trị kinh doanh là cơ sở giáo dục đại học công lập trực thuộc Bộ Tài chính.

## Lịch sử
Trường Đại học Tài chính - Quản trị kinh doanh được thành lập dựa trên cơ sở trường Cao đẳng Tài chính – Quản trị Kinh doanh cũng trực thuộc Bộ Tài chính, được thành lập ngày 21 tháng 11 năm 2012 trên cơ sở tổ chức lại hai trường: Cao đẳng Tài chính Kế toán I và Cao đẳng Bán công Quản trị Kinh doanh thuộc Bộ Tài chính.

#### Trường Trung học Tài chính Kế toán I
Năm 1965: Thành lập trường Trung học Tài chính Kế toán I.
Ngày 03/07/2003: trường được nâng cấp thành trường Cao đẳng Tài chính Kế toán theo quyết định số 3539/QĐ-BGD&ĐT của Bộ trưởng Bộ Giáo dục và Đào tạo.

#### Trường Cao đẳng bán công Quản trị Kinh doanh
Năm 1967: Thành lập Trường Vật giá Trung ương.
Năm 1994: Đổi tên thành trường Trung học Quản trị Kinh doanh.
Năm 1996: Trường được nâng cấp thành trường Cao đẳng bán công Quản trị Kinh doanh.